# Капітан із Кастилії
«Капіта́н із Касти́лії» (англ. Captain from Castile) — американський історично-пригодницький чорно-білий фільм 1947 року режисера Генрі Кінга. Вийшов за сприяння кінокомпанії 20th Century Fox. Адаптація однойменного роману Самуела Шеллабаргера. Розповідає про життя кастильського шляхтича Педро де Варгаса, який тікає від іспанської інквізиції до Нового світу; він приєднується до конкістадорів під проводом Ернана Кортеса й бере участь у завоюванні Мексики. У головних ролях — Тайрон Павер, Джин Пітерс, Сізар Ромеро. Тривалість — 141 хв. Бюджет фільму — $ 4,5 мільйонів доларів. Неокупився, попри популярність. Номінувався на Оскар 1948 року.

## Цікаві факти
- Фільм сформував образ іспанського конкістадора в американській масовій культурі. Зокрема, гребенясті моріони стали вважатися обов'язковим атрибутом Ернана Кортеса та його побратимів, хоча вони їх ніколи не носили[4].